# Michał Staszków
Michał Staszków (ur. 8 listopada 1929, zm. 12 października 1992)  – polski prawnik, profesor nauk prawnych, specjalista w zakresie prawa cywilnego, wynalazczego, patentowego i prawa rzymskiego, profesor zwyczajny na Wydziale Prawa i Administracji Uniwersytetu Śląskiego w Katowicach, w latach 1970–1971 oraz 1976–1978 dziekan tego wydziału.

## Życiorys
Ukończył studia na Wydziale Prawa Uniwersytetu Warszawskiego broniąc pracę pt. Vindicta. Pod kierunkiem prof. Seweryna Wysłoucha przygotował rozprawę doktorską Przestępstwa i kary w sądownictwie wiejskim Polski XV–XVIII w.. Habilitował się na podstawie pracy Komuna w doktrynie prawnej XII–XIV wieku na Wydziale Prawa Uniwersytetu Wrocławskiego. Uzyskał tytuł profesora nauk prawnych.
W latach 1970–1971 oraz 1976–1978 pełnił funkcję dziekana Wydziale Prawa i Administracji Uniwersytetu Śląskiego. Zajmował stanowisko profesora zwyczajnego UŚl. Pełnił funkcję kierownika Katedry Prawa Wynalazczego i Patentowego WPiA UŚl. W 1974 był promotorem rozprawy doktorskiej Andrzeja Szajkowskiego, a w 1978 Wojciecha Kowalskiego.
Był prorektorem Uniwersytetu Śląskiego do spraw Filii w Cieszynie.

## Publikacje
- Instytucje prawa patentowego, Katowice: Uniwersytet Śląski, 1972.
- Język łaciński dla prawników, Warszawa: Państwowe Wydawnictwo Naukowe, 1956.
- Komuna w doktrynie prawnej XII–XIV wieku, Wrocław: Zakład Narodowy im. Ossolińskich, 1968.
- Ochrona patentowa, Katowice: UŚ, 1983.
- Ochrona wynalazków i wzorów użytkowych, Katowice: Zrzeszenie Prawników Polskich. Zarząd Okręgu, [1970].
- Pojęcie wynalazku w świetle ustawy o wynalazczości z 1972 r., Katowice: Uniwersytet Śląski Wydział Prawa i Administracji, 1974.
- Postęp techniczny, wynalazczość i racjonalizacja, Katowice: Zrzeszenie Prawników Polskich. Zarządy Okręgów Katowickiego, Warszawskiego i Wrocławskiego, 1970.
- Prace prawnicze wydane dla uczczenia pracy naukowej Karola Gandora (red.) Katowice: UŚ, 1992.
- Prawo wynalazcze, Warszawa: PWN, 1989.
- Prawo wynalazcze krajów socjalistycznych, Warszawa: Wydawnictwo Katalogów i Cenników, 1976.
- Problemy wynalazczości pracowniczej i racjonalizacji, Katowice: „Śląsk”, 1972.
- Racjonalizator w zakładzie, Warszawa: Wydawnictwo Prawnicze, 1987.
- Vim dicere. Studia nad genezą procesu rzymskiego, Wrocław: Uniwersytet Wrocławski im. Bolesława Bieruta, 1961.
- Wielojęzyczny słownik patentowy, Katowice: Uniwersytet Śląski, 1972.
- Własność przemysłowa w Polsce. Referaty przygotowane na polsko-francuską konferencję naukową poświęconą ochronie własności przemysłowej w krajach socjalistycznych, Katowice: Uniwersytet Śląski, 1973.
- Wynalazczość i racjonalizacja. Poradnik dla nauczycieli, Katowice: Młodzieżowy Ośrodek Innowacji „Polin” przy Zarządzie Wojewódzkim Związku Socjalistycznej Młodzieży Polskiej, 1986.
- Wynalazki i ich ochrona w prawie polskim, Wrocław: Zakład Narodowy im. Ossolińskich, 1970.
- Zarys prawa wynalazczego, Warszawa: PWN, 1974.
- Zarys prawa wynalazczego, Katowice: Uniwersytet Śląski, 1970.
- Zasady ochrony patentowej, Katowice: Uniwersytet Śląski, 1974.
- Ze studiów nad pojęciem projektu racjonalizatorskiego, Katowice: UŚ, 1981[7].